# László Nemes
László Nemes, född 1977, är en ungersk filmregissör. Han är framförallt känd för filmen Sauls son.

## Filmografi (i urval)
- 2015 – Sauls son